# Patrik Berger
Patrik Berger (* 10. listopadu 1973 Praha) je bývalý český fotbalový záložník, který byl vyhlášen nejlepším fotbalistou České republiky v letech 1996 a 1999. Dne 6. ledna 2010 ukončil kariéru.
V roce 1996 společně s Karlem Poborským zvítězil v anketě Fotbalista roku ČR, je také vítězem ankety Zlatý míč ČR v roce 1999 a členem All Stars týmu ME 1996 v Anglii.
Je ženatý, manželka Jaroslava, syn Patrik, dcera Valentýna.

## Klubová kariéra
Jde o odchovance Sparty Praha, ale ještě v dorosteneckém věku přestoupil do konkurenční Slavie Praha, kde také poprvé v srpnu 1991 okusil první ligu a stal se členem juniorské reprezentace. Netrvalo dlouho a začal nastupovat v reprezentaci seniorské. Za Slavii odehrál 90 zápasů a vstřelil 24 gólů. Synovce bývalého československého reprezentanta Jana Bergera si brzy všimli v Německu a Patrik přestoupil do Borussie Dortmund, kde nastoupil k 27 zápasům a dal 4 góly a stal se vítězem ligy v roce 1996. Po skvělých výkonech na Euru 96 přestoupil do anglického velkoklubu FC Liverpool, kde prožíval skvělá období, ale i časy kdy vysedával na lavičce náhradníků. Za Liverpool odehrál v sedmi sezonách 107 ligových utkání a vstřelil 28 gólů. V roce 2001 se s ním stal vítězem Anglického poháru a Poháru UEFA a v letech 2001 a 2003 Anglického ligového poháru. V roce 2003 přestoupil do Portsmouth FC. Strávil zde dvě sezony ve kterých odehrál 51 utkání a vstřelil 8 branek. Poté okusil ještě angažmá v Aston Ville, kde odehrál 27 zápasů a dal 2 branky.
Dne 29. května 2008 byl na tiskové konferenci představen jako nová posila Sparty Praha.

## Reprezentační kariéra
S československým mládežnickým reprezentačním týmem do 16 let se stal mistrem Evropy v roce 1990 v německém Erfurtu, kde ve finálovém souboji výběr Československa porazil tehdejší Jugoslávii 3:2 po prodloužení. Berger vstřelil ve finále jeden gól.
Za seniorskou reprezentaci ČR nastoupil na Euru 1996 a ve finále vstřelil gól, nicméně na vítězství to nestačilo, český tým nakonec podlehl Německu 1:2 a získal stříbrné medaile. Poté byl ještě účastníkem na Euru 2000, kde ovšem ČR nepostoupila ze základní skupiny. Celkem odehrál za reprezentaci 44 zápasů (dva za československou a čtyřicet dva za českou), ve kterých dal 18 gólů (všechny za českou).

## Úspěchy

### Klubové
Borussia Dortmund
- 1× vítěz německého Superpoháru (1995)
- 1× vítěz německé ligy (1995/95)

Liverpool FC
- 1× vítěz FA Cupu (2001)
- 2× vítěz Carling Cupu (2001, 2003)
- 1× vítěz Charity Shield (2001)
- 1× vítěz Poháru UEFA (2001)[1]
- 1× vítěz evropského Superpoháru (2001)

### Reprezentační
- 2× účast na ME (1996 - 2. místo, 2000 - základní skupina)

### Individuální
- 1× vítěz ankety Fotbalista roku ČR (1996 - společně s Karlem Poborským)[4]
- 1× vítěz ankety Zlatý míč ČR (1996)